# جشمة علي (دوراهان)
جشمة علي (بالفارسية: چشمه علی) هي قرية تقع في إيران في قسم درواهان الريفي. يقدر عدد سكانها بـ 50 نسمة بحسب إحصاء 2016.